# Manhunt (serie televisiva 1959)
Manhunt  è una serie televisiva statunitense in 78 episodi trasmessi per la prima volta nel corso di 2 stagioni dal 1959 al 1961.

## Trama
Gli episodi raccontano le azioni del tenente Howard Finucane, che lavora per il dipartimento di polizia di San Diego, in California, e del cronista Ben Andrews, che lo segue per il suo giornale. Il tenente Finucane deve affrontare rapitori, assassini, spacciatori, rapinatori e trafficanti d'armi.

## Personaggi
- tenente Howard Finucane (78 episodi, 1959-1961), interpretato da	Victor Jory.
- Ben Andrews (78 episodi, 1959-1961), interpretato da	Patrick McVey.
- detective Dan Kramer (16 episodi, 1960), interpretato da	Chuck Henderson.
- detective George Peters (13 episodi, 1959), interpretato da	Charles Bateman.
- detective Paul Kirk (13 episodi, 1960), interpretato da	Michael Steffany.
- detective Phil Burns (13 episodi, 1960-1961), interpretato da	Robert Crawford Jr..
- detective Carl Spencer (13 episodi, 1961), interpretato da	Todd Armstrong.
- detective Phil Burns (12 episodi, 1960-1961), interpretato da	Robert Crawford.
- detective Bruce Hanna (10 episodi, 1959-1960), interpretato da	Rian Garrick.
- dottor Billy Shaw (3 episodi, 1959-1961), interpretato da	Owen Bush.
- Catlin (2 episodi, 1961), interpretato da	Jim Davis.

## Produzione
La serie fu prodotta da Briskin Productions e Screen Gems Television e girata a San Diego in California.
Tra i registi della serie è accreditato Fred Jackman Jr. (11 episodi, 1959-1961). Tra le guest star John M. Pickard.

## Distribuzione
La serie fu trasmessa negli Stati Uniti dal 1959 al 1961 in syndication.

## Episodi
| Stagione         | Episodi | Prima TV USA | Prima TV Italia |
| ---------------- | ------- | ------------ | --------------- |
| Prima stagione   | 39      | 1959-1960    |                 |
| Seconda stagione | 39      | 1960-1961    |                 |